# Halichoeres pallidus
 Halichoeres pallidus és una espècie de peix de la família dels làbrids i de l'ordre dels perciformes.

## Morfologia
Els mascles poden assolir els 10 cm de longitud total.

## Distribució geogràfica
Es troba des de l'est d'Indonèsia fins a Palau. Reemplaçat per Halichoeres trispilus a l'Índic.